# Гольцен
Гольцен (нем. Golzen) — деревня в Германии, в земле Саксония-Анхальт. Входит в состав города Бад-Бибра района Бургенланд.
Население составляет 210 человек (на 31 декабря 2006 года). Занимает площадь 7,45 км².
Гольцен возникла как славянское поселение. Впервые упоминается в 880 году. До лета 2009 года имела статус общины (коммуны). 1 июля 2009 года вошла в состав города Бад-Бибра. Последним бургомистром общины Гольцен был Эрнст Хандше.